# Rimbaud Verlaine
Pour plus de détails, voir Fiche technique et Distribution.
Rimbaud Verlaine (Total Eclipse) est un film franco-britannique-belge réalisé par Agnieszka Holland et sorti en 1995.
Le film retrace de façon romancée la relation tumultueuse entre deux grands poètes français du XIXe siècle : Arthur Rimbaud (Leonardo DiCaprio) et Paul Verlaine (David Thewlis).

## Synopsis
Arthur Rimbaud est mort depuis plusieurs années déjà. À Paris, Paul Verlaine, vieilli, pénètre dans son café habituel « Chez André » où il est attendu par Isabelle, la sœur d’Arthur. Elle est contrariée, estimant avoir un droit de préemption sur les œuvres de son frère publiées sans son autorisation. En fait, très dévote, elle voudrait surtout les récupérer pour les expurger ou les détruire… 
Retour en arrière. Nous sommes en septembre 1871. Dans les Ardennes, un adolescent de 16 ans, Arthur Rimbaud, prend le train à la gare de Roche pour rencontrer, à Paris, le poète Paul Verlaine auquel il a envoyé quelques-unes de ses œuvres. Alors que Verlaine est parti le chercher à la gare, Rimbaud se présente à son domicile où il est reçu par sa jeune épouse Mathilde envers laquelle il se montre grossier. Mais Verlaine est irrémédiablement subjugué par le poète rebelle et effronté. Il abandonne femme et enfant pour partir avec lui.
Ils entament alors une relation amoureuse trouble et violente ponctuée de séparations et de retrouvailles.

## Fiche technique
- Titre original : Total Eclipse
- Titre français : Rimbaud Verlaine
- Titre DVD (France) : Éclipse totale
- Titre québécois : Les Poètes Maudits
- Réalisation : Agnieszka Holland
- Assistants-réalisation : Christophe Cheysson, Serge de Closets, Julien Zidi
- Scénario : Christopher Hampton
- Direction artistique : Dan Weil
- Décors : Dan Weil et Nathalie Buck, Alain Darthou, Anne-Marie Duval, Julien Grisot, Françoise Benoît-Fresco (ensemblière)
- Costumes : Pierre-Yves Gayraud, Michèle Bouty
- Maquillages : Odile Fourquin, Bernard Floch, Sylvie Lorthiois, Anthony Gaillard, Pierre-Olivier Thévenin
- Coiffures : Jocelyne Millet, Anny Arguedas, Michel Demonteix, Dany Beughin
- Photographie : Yorgos Arvanitis
- Cadrage : Jean-Louis Angelini
- Effets spéciaux : Guy Vanderplaetsen, Philippe Teissier, Christian Renaud
- Son : Michel Boulen, Laurent Quaglio, François Groult
- Montage : Isabelle Lorente
- Musique : Jan A. P. Kaczmarek
- Scripte : Marie Saby
- Photographe de plateau : Étienne George
- Producteur : Jean-Pierre Ramsay-Levi
- Coproducteurs : Philip Hinchcliffe, Cat Villiers
- Producteurs exécutifs : Jean-Yves Asselin, Staffan Ahrenberg, Pascale Faubert
- Sociétés de production : FIT Productions (France), SFP Cinéma (France), K2 SA (Belgique), European Co-production Fund (Royaume-Uni), Portman Productions (Royaume-Uni), avec la participation de Canal+/Studiocanal (France)
- Sociétés de distribution : Les Films Number One (distributeur d'origine, France), UGC (France), Capitol Films (vente à l'étranger)
- Pays de production :  Belgique,  France,  Royaume-Uni
- Langue originale : anglais
- Format : 35 mm — couleur par Kodak — 1.85:1 — son Dolby SRD DTS
- Genre : biographique, drame
- Durée : 105 minutes
- Dates de sortie : 
  - États-Unis : 3 novembre 1995
  - France : 12 février 1997
- (fr) Classification et visa CNC : mention « tous publics avec avertissement »[Note 1], visa no 84671 délivré le 12 octobre 1995

## Distribution
- Leonardo DiCaprio (VF : Tara Römer[Note 2]) : Arthur Rimbaud
- David Thewlis (VF : Marc-Henri Boisse[Note 3]) : Paul Verlaine
- Romane Bohringer (VF : elle-même) : Mathilde Verlaine (née Maute De Fleurville)
- Dominique Blanc (VF : elle-même) : Isabelle Rimbaud (adulte), la cadette des sœurs d'Arthur
- Felicie Pasotti Cabarbaye : Isabelle (enfant)
- Nita Klein (VF : elle-même) : Vitalie Rimbaud, la mère d'Arthur
- James Thierrée : Frédéric Rimbaud (adolescent), frère aîné d'Arthur
- Emmanuelle Oppo : Vitalie Rimbaud (enfant), l'aînée des sœurs d'Arthur
- Denise Chalem : Madame Maute De Fleurville
- Andrzej Seweryn : Monsieur Maute De Fleurville
- Christopher Thompson : Étienne Carjat
- Bruce Van Barthold (VF : Vincent Grass) : Jean Aicard
- Christopher Chaplin : Charles Cros
- Christopher Hampton : le juge
- Mathias Jung : André

## Production

### Attribution des rôles
L'acteur américain John Malkovich fut d'abord pressenti pour interpréter Verlaine, mais il déclina le rôle, laissant la place à David Thewlis. Il aurait dû avoir pour partenaire River Phoenix, dont la révolte et la beauté laissaient présager un Rimbaud de premier ordre, mais une overdose de drogue devant une boîte de nuit de Los Angeles a emporté le jeune homme avant le tournage.
Deux membres de la famille Chaplin apparaissent au générique : Christopher Chaplin, le plus jeune fils de Charlie Chaplin, et son neveu James Thierrée, un des petit-fils de Charlie Chaplin.

### Tournage
- Période de prises de vue : 16 janvier au 18 mars 1995 (dernières prises de vue du 12 au 18 mars à Djibouti[1])
- Intérieurs : SFP de Bry-sur-Marne (Val-de-Marne)
- Extérieurs :
  - Belgique : Anvers, Blankenberghe
  - Djibouti : anse de Ghoubbet-el-Kharab, déserts des Petit Bara et Grand Bara[2],[3]
  - France :
    - Paris : jardin du Palais-Royal (1er arr.), passage du Grand-Cerf (2e arr.)
    - Ardèche : Chemin de fer du Vivarais (dont une séquence tournée dans la gare de Colombier-le-Vieux)

Sites de tournage extérieur
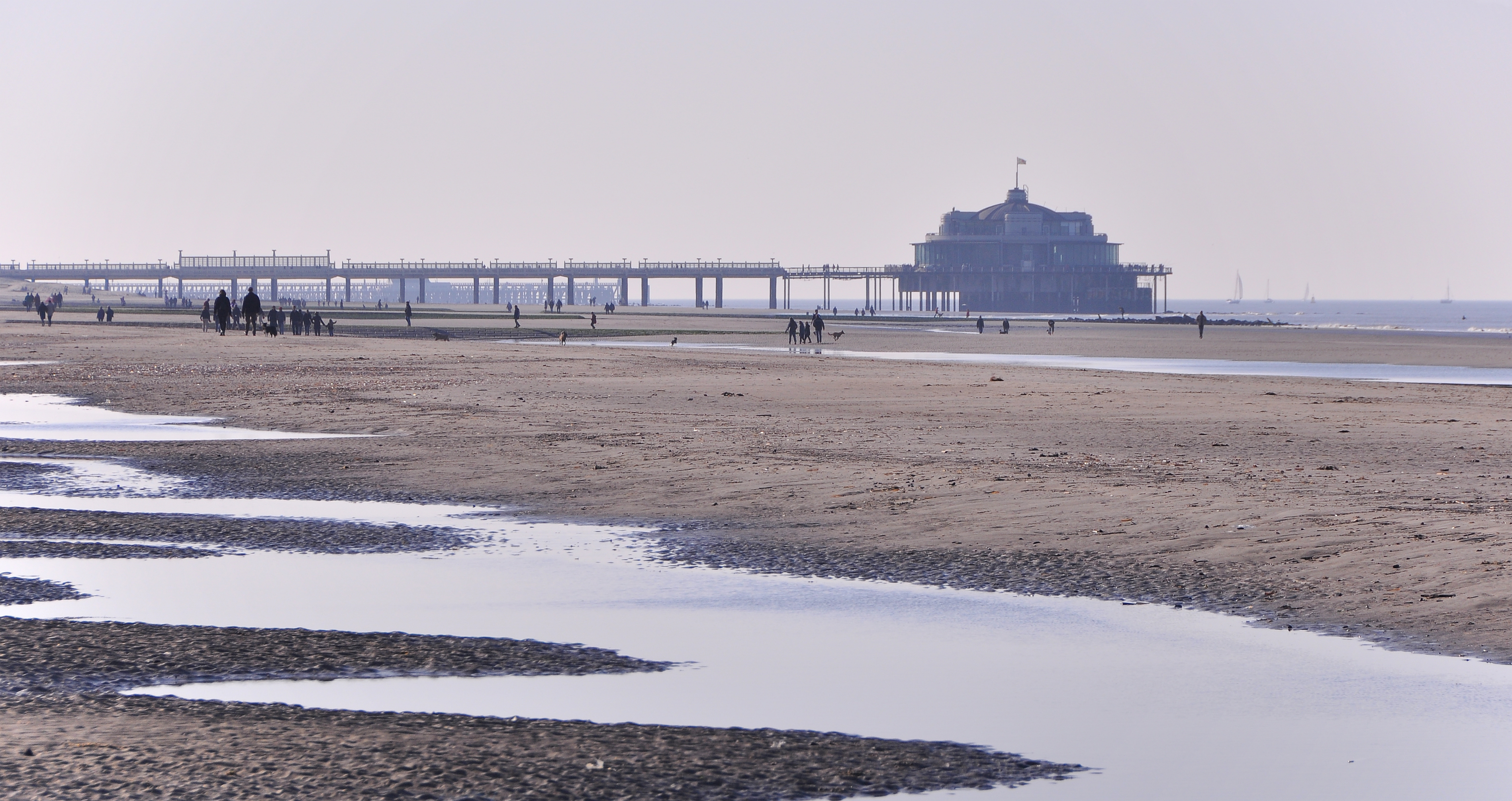
Plage et embarcadère de Blankenberghe
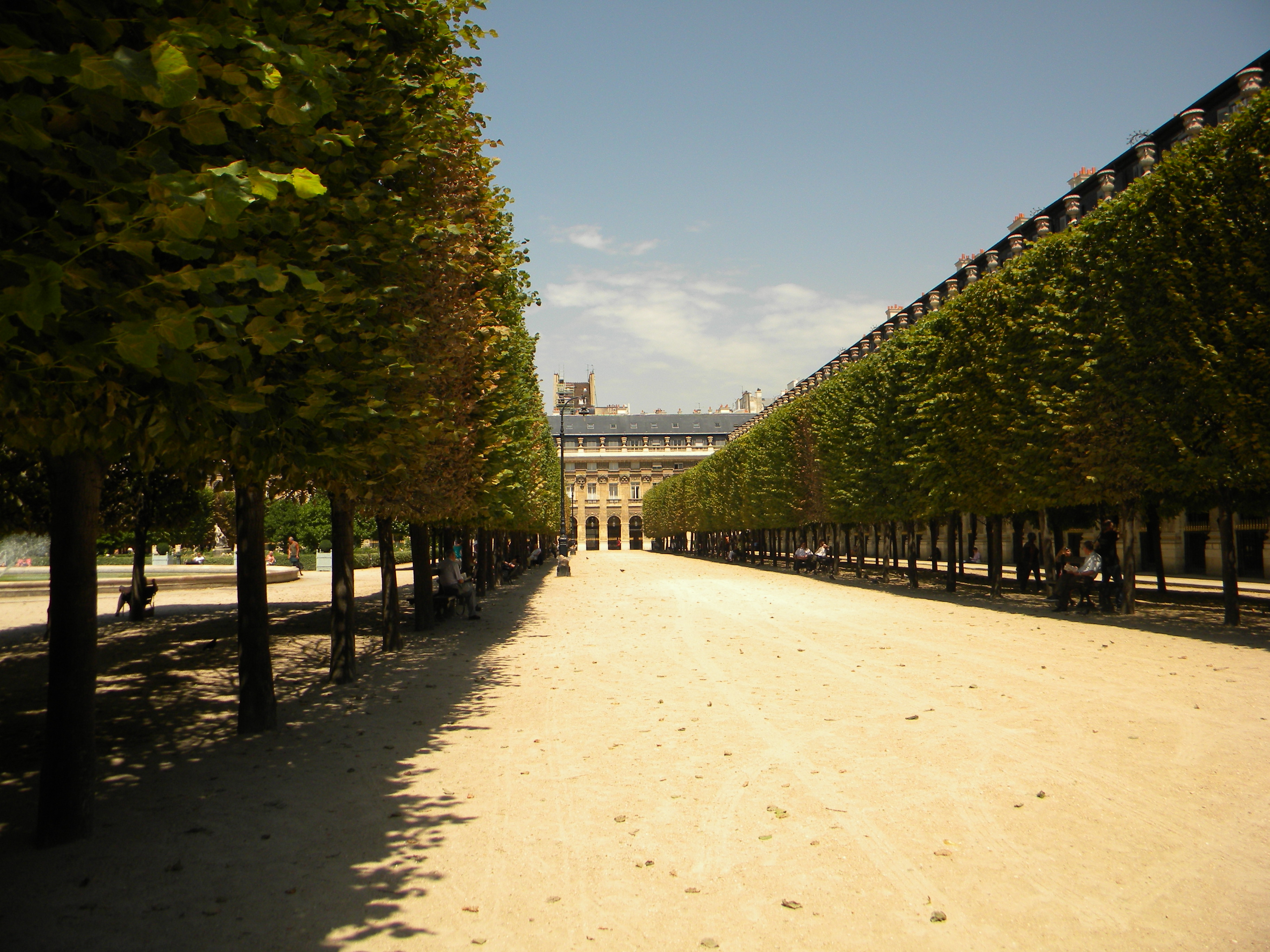
Une allée du jardin du Palais-Royal
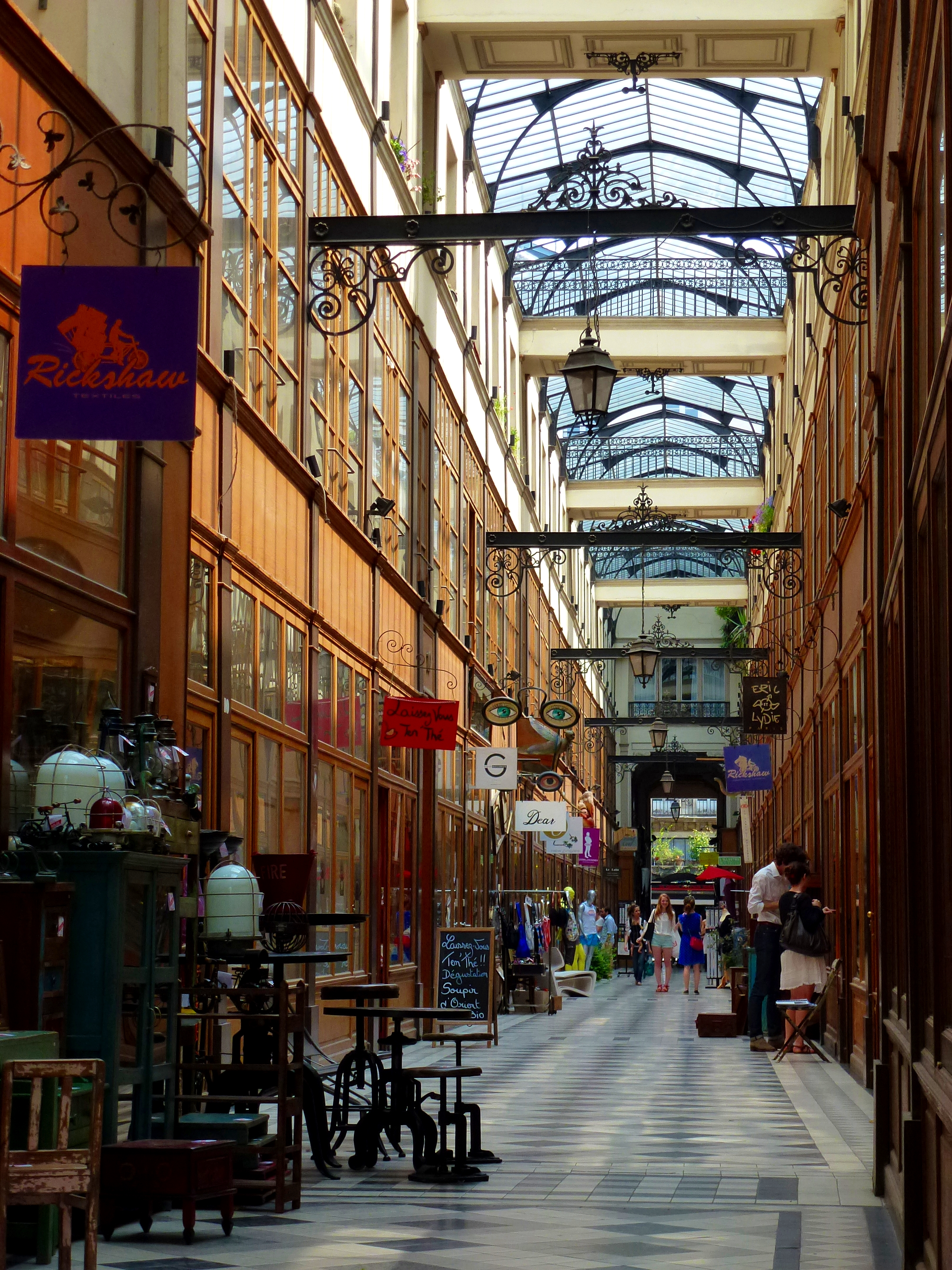
Passage du Grand-Cerf
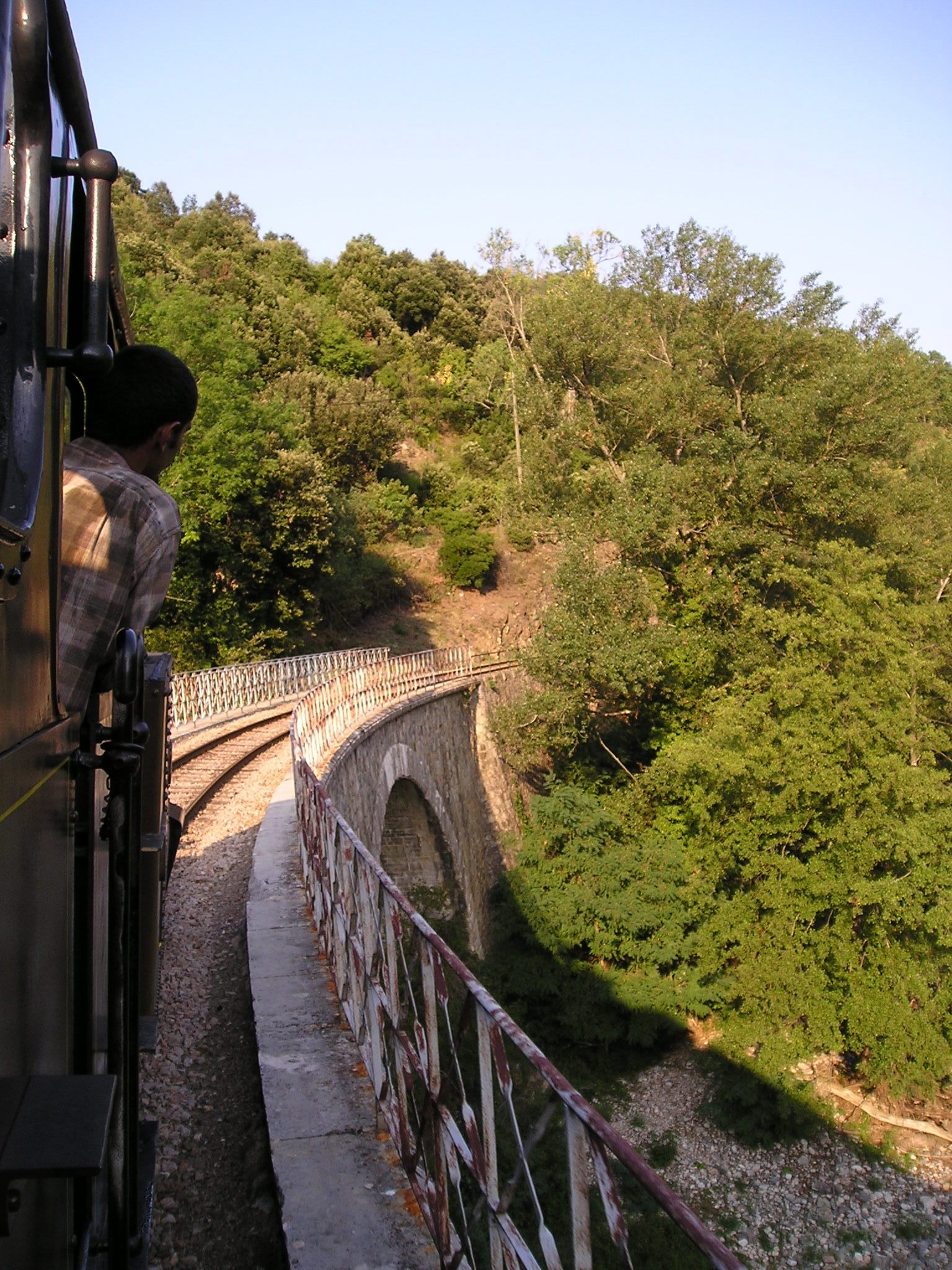
Viaduc du chemin de fer du Vivarais
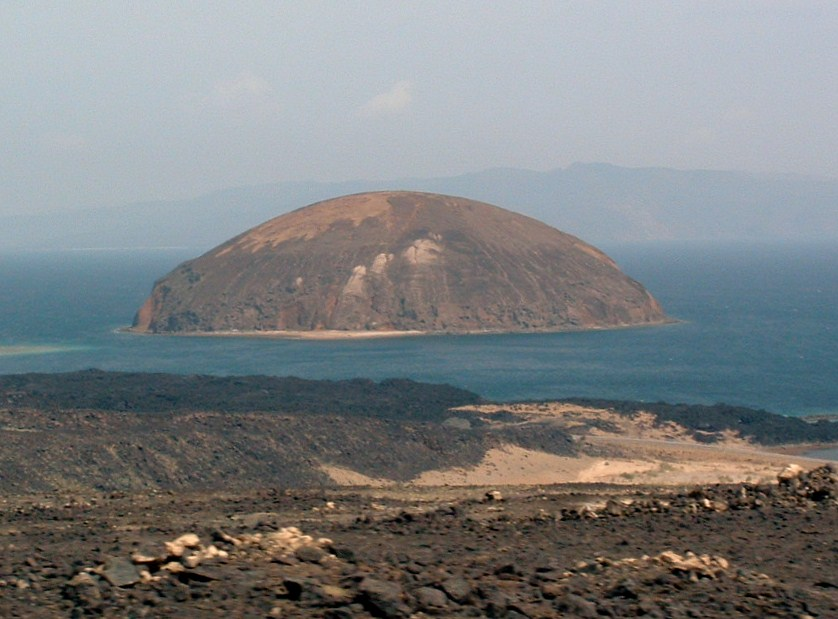
« L'Île du Diable » Guinni Kôma dans la baie de Ghoubbet-el-Kharab

## Accueil
Le site Rotten Tomatoes lui accorde la note de 3,3/5.

## Distinction

### Nomination
Festival international du film de Saint-Sébastien 1995 : Agnieszka Holland nommée pour la Coquille d’or.